# Чемпіонат України з футболу 2017—2018: перша ліга
Пе́рша лі́га Украї́ни з футбо́лу 2017—2018 — 27-й сезон першої ліги, який проходив з 14 липня 2017 року по 27 травня 2018 року.

## Регламент змагань
Змагання проводяться у два кола — «осінь-весна» за круговою системою.
Команда, яка посіла 1-ше місце, переходить до Прем'єр-ліги, а команди, які посіли 2-ге та 3-тє місця у першій лізі, грають двоматчевий плей-оф за право виступати у Прем'єр-лізі проти команд, які посіли відповідно 11-те та 10-те місце в Прем'єр-лізі.
Команди, які посіли 15-те — 18-те місця, вибувають до другої ліги.
У випадку, якщо клуб першої ліги відмовляється від включення до складу учасників Прем'єр-ліги, право на це отримує клуб, який посів наступне місце у підсумковій турнірній таблиці, за умови, що відповідний клуб має атестат на право участі у змаганнях Прем'єр-ліги.
Якщо протягом сезону кількість команд першої ліги зменшується внаслідок зняття зі змагань команди, яка посіла в першій лізі місце вище 16-го (або зняття зі змагань будь-якої команди Прем'єр-ліги), то команда, що стала 16-ю (17-ю, 18-ю тощо), зберігає своє місце у першій лізі.
У складі команди на полі під час матчу першої ліги може перебувати одночасно не більше трьох легіонерів.
| Визначення місць команд у турнірній таблиці |
| --- |
| 1. При рівній кількості очок місця команд у чемпіонаті визначаються за такими показниками, отриманими в усіх матчах: 1. краща різниця забитих і пропущених м'ячів; 2. більша кількість забитих м'ячів. 2. У випадку рівності показників, вказаних в п. 1, у двох і більше команд, перевагу отримують команди, які у матчах з усіма конкурентами мають кращі показники: 1. більша кількість набраних очок; 2. краща різниця забитих і пропущених м'ячів; 3. більша кількість забитих м'ячів. 3. За рівності показників, вказаних в п. 2, у команд, які за підсумками чемпіонату зайняли місця нижче третього, їх місця визначаються жеребкуванням. |

## Учасники
За підсумками попереднього чемпіонату ФК «Дніпро» вибув з Прем'єр-ліги до першої ліги, але за рішенням ФІФА відправлений до другої ліги. Його місце зайняли «Балкани», що посіли 4-е місце в другій лізі.
Склад учасників:
| Команда             | Населений пункт                       | Стадіон                                                        | Місткість стадіону | Місце в попер. ч-ті |
| ------------------- | ------------------------------------- | -------------------------------------------------------------- | ------------------ | ------------------- |
| «Авангард»          | Краматорськ                           | «Прапор» СК «Іллічівець» (критий манеж) (м. Маріуполь)         | 4000 …             | 7                   |
| «Арсенал-Київ»      | Київ                                  | «Княжа-Арена» (с. Щасливе) «Оболонь-Арена» НТК ім. Баннікова   | 1000 5100 1678     | 10                  |
| «Балкани»           | село Зоря Саратського району          | ім. Бориса Тропанця                                            | 1600               | 4 (друга ліга)      |
| «Волинь»            | Луцьк                                 | «Авангард»                                                     | 12 080             | 12 (Прем'єр-ліга)   |
| «Геліос»            | Харків                                | «Геліос-Арена» НТБ ФК «Полтава» (с. Копили)                    | 2057 500           | 4                   |
| «Гірник-спорт»      | Горішні Плавні                        | «Юність» «Кремінь-Арена» ім. Олега Бабаєва (м. Кременчук)      | 2500 1500          | 11                  |
| «Десна»             | Чернігів                              | ім. Юрія Гагаріна «Оболонь-Арена» (м. Київ) «Діназ» (с. Лютіж) | 12 060 5100 1000   | 2                   |
| «Жемчужина»         | Одеса                                 | «Спартак»                                                      | 4800               | 1 (друга ліга)      |
| «Інгулець»          | смт Петрове                           | «Інгулець» ім. Олександра Поворознюка (с. Володимирівка)       | 1720 500           | 13                  |
| «Колос»             | село Ковалівка Васильківського району | «Колос» «Діназ» (с. Лютіж)                                     | 1850 1000          | 5                   |
| «Кремінь»           | Кременчук                             | «Кремінь-Арена» ім. Олега Бабаєва                              | 1500               | 3 (друга ліга)      |
| МФК «Миколаїв»      | Миколаїв                              | Центральний міський «Парк Перемоги»                            | 15 600 5000        | 14                  |
| «Нафтовик-Укрнафта» | Охтирка                               | «Нафтовик» НТБ ФК «Полтава» (с. Копили)                        | 5256 500           | 6                   |
| «Оболонь-Бровар»    | Київ                                  | «Оболонь-Арена»                                                | 5100               | 9                   |
| ФК «Полтава»        | Полтава                               | «Локомотив» НТБ ФК «Полтава» (с. Копили)                       | 3700 500           | 12                  |
| «Рух»               | Винники                               | ім. Богдана Маркевича «Скіф» (м. Львів) «Україна» (м. Львів)   | 900 3742 28 051    | 2 (друга ліга)      |
| ПФК «Суми»          | Суми                                  | «Ювілейний» «Авангард» (м. Луцьк) НТБ ФК «Полтава» (с. Копили) | 25 830 12 080 500  | 15                  |
| «Черкаський Дніпро» | Черкаси                               | Центральний «Зоря» (с. Білозір'я)                              | 10 321 972         | 8                   |

## Турнірна таблиця
| М  | Команда             | І  | В  | Н  | П  | РМ    | О  |
| -- | ------------------- | -- | -- | -- | -- | ----- | -- |
|    | «Арсенал-Київ»      | 34 | 23 | 6  | 5  | 59−23 | 75 |
|    | ФК «Полтава»        | 34 | 23 | 3  | 8  | 56−26 | 72 |
|    | «Десна»             | 34 | 22 | 5  | 7  | 71−25 | 71 |
| 4  | «Інгулець»          | 34 | 21 | 6  | 7  | 46−20 | 69 |
| 5  | «Колос»             | 34 | 19 | 4  | 11 | 39−30 | 61 |
| 6  | «Авангард»          | 34 | 15 | 7  | 12 | 44−42 | 52 |
| 7  | «Рух»               | 34 | 14 | 9  | 11 | 39−30 | 51 |
| 8  | «Гірник-Спорт»      | 34 | 16 | 2  | 16 | 30−40 | 50 |
| 9  | «Геліос»            | 34 | 14 | 4  | 16 | 35−46 | 46 |
| 10 | МФК «Миколаїв»      | 34 | 12 | 8  | 14 | 39−50 | 44 |
| 11 | ПФК «Суми»          | 34 | 12 | 6  | 16 | 33−37 | 42 |
| 12 | «Балкани»           | 34 | 9  | 13 | 12 | 30−35 | 40 |
| 13 | «Волинь»            | 34 | 11 | 3  | 20 | 31−44 | 36 |
| 14 | «Оболонь-Бровар»    | 34 | 9  | 8  | 17 | 24−37 | 35 |
| 15 | «Нафтовик-Укрнафта» | 34 | 8  | 9  | 17 | 27−42 | 33 |
| 16 | «Кремінь»           | 34 | 9  | 5  | 20 | 25−54 | 32 |
| 17 | «Черкаський Дніпро» | 34 | 8  | 4  | 22 | 27−50 | 28 |
| 18 | «Жемчужина»         | 34 | 7  | 6  | 21 | 33−54 | 27 |

«Жемчужина» виключена зі змагань згідно з рішенням Ради ліг від 15 травня 2018 року, в усіх матчах, починаючи з 32-го туру, команді зараховані технічні поразки −:+.
Позначення:

## Результати матчів
| Команда             | АВА | АРС | БАЛ | ВОЛ | ГЕЛ    | ГІР | ДЕС | ЖЕМ | ІНГ | КОЛ | КРЕ | МИК | НАФ | ОБО | ПОЛ | РУХ | СУМ    | ЧЕР |
| ------------------- | --- | --- | --- | --- | ------ | --- | --- | --- | --- | --- | --- | --- | --- | --- | --- | --- | ------ | --- |
| «Авангард»          |     | 1:0 | 3:1 | 2:1 | 1:1    | 1:1 | 0:0 | 6:2 | 0:3 | 0:1 | 1:0 | 2:1 | 2:1 | 0:1 | 2:0 | 2:1 | 1:0    | 2:1 |
| «Арсенал-Київ»      | 2:0 |     | 1:0 | 2:0 | 3:1    | 0:1 | 1:0 | 2:0 | 3:1 | 2:1 | 2:0 | 3:0 | 2:1 | 1:1 | 3:1 | 0:0 | 3:1    | 1:0 |
| «Балкани»           | 0:1 | 1:3 |     | 5:0 | 0:2    | 1:0 | 1:2 | 1:1 | 0:1 | 1:0 | 1:1 | 0:0 | 1:1 | 0:0 | 1:1 | 1:1 | 1:1    | 1:0 |
| «Волинь»            | 2:1 | 1:3 | 0:0 |     | 2:0    | 0:1 | 0:2 | 1:3 | 1:1 | 0:1 | 3:0 | 0:1 | 1:0 | 2:0 | 2:0 | 2:1 | 1:0    | 3:2 |
| «Геліос»            | 3:1 | 0:1 | 2:1 | 2:0 |        | 1:3 | 0:0 | 3:0 | 0:2 | 1:2 | 0:1 | 3:1 | 2:0 | 1:0 | 0:2 | 0:0 | 0:4    | 1:3 |
| «Гірник-спорт»      | 1:2 | 1:3 | 1:0 | 0:2 | 0:1    |     | 0:2 | 1:3 | 2:0 | 0:1 | 1:0 | 1:0 | 0:0 | 3:2 | 0:1 | 0:4 | 1:0    | 1:0 |
| «Десна»             | 3:1 | 3:3 | 2:0 | 1:0 | 5:0    | 1:2 |     | 3:1 | 0:0 | 2:3 | 4:1 | 3:0 | 4:1 | 0:0 | 1:2 | 3:0 | 3:0    | 3:0 |
| «Жемчужина»         | 2:2 | 0:3 | 2:4 | 4:3 | 0:1    | 1:2 | 0:1 |     | 1:2 | 1:0 | 4:1 | 2:1 | 0:0 | −:+ | 0:1 | 0:1 | −:+    | 0:0 |
| «Інгулець»          | 0:0 | 1:0 | 1:0 | 1:0 | 4:0    | 2:0 | 1:3 | 1:0 |     | 4:0 | 2:0 | 3:0 | 2:0 | 0:0 | 1:2 | 1:0 | 2:1    | 2:0 |
| «Колос»             | 1:0 | 1:1 | 1:2 | 1:0 | 1:2    | 1:0 | 0:1 | 1:0 | 1:0 |     | 4:1 | 2:2 | 0:1 | 1:0 | 1:0 | 2:1 | 1:1    | 1:0 |
| «Кремінь»           | 0:3 | 1:1 | 1:1 | 3:1 | 2:1    | 2:0 | 0:1 | +:− | 0:1 | 0:1 |     | 2:2 | 0:2 | 0:3 | 0:2 | 1:1 | 0:2    | 1:0 |
| МФК «Миколаїв»      | 2:2 | 2:3 | 0:1 | 1:1 | 1:0    | 1:0 | 1:8 | 4:1 | 1:2 | 1:0 | 2:0 |     | 2:1 | 1:0 | 2:1 | 1:1 | 0:0    | 3:0 |
| «Нафтовик-Укрнафта» | 1:2 | 0:0 | 1:1 | 1:0 | 0:1    | 2:1 | 1:3 | 1:0 | 1:1 | 2:1 | 1:2 | 1:0 |     | 0:0 | 1:2 | 0:2 | 0:1    | 2:1 |
| «Оболонь-Бровар»    | 1:1 | 1:5 | 0:1 | 0:1 | 0:3    | 0:1 | 0:2 | 0:0 | 1:0 | 2:4 | 1:2 | 2:0 | 3:2 |     | 0:1 | 0:1 | 2:1    | 1:0 |
| ФК «Полтава»        | 3:0 | 0:1 | 4:0 | 1:0 | 1:0    | 4:0 | 2:1 | 3:0 | 2:0 | 1:1 | 2:0 | 2:0 | 2:2 | 2:1 |     | 1:0 | 1:2    | 2:1 |
| «Рух»               | 2:0 | 1:0 | 0:1 | 1:0 | 3:0[а] | 2:3 | 2:1 | 2:2 | 1:1 | 1:0 | 1:0 | 3:3 | 2:0 | 1:0 | 1:0 |     | 0:1    | 0:1 |
| ПФК «Суми»          | 2:1 | 0:1 | 1:1 | 1:0 | 1:1    | 0:1 | 0:2 | 2:3 | 0:1 | 0:2 | 0:1 | 0:1 | 1:0 | 0:0 | 0:4 | 1:0 |        | 3:2 |
| «Черкаський Дніпро» | 2:1 | 1:0 | 0:0 | 2:1 | 1:2    | 0:1 | 2:1 | 1:0 | 0:2 | 0:1 | 3:2 | 0:2 | 0:0 | 0:2 | 2:3 | 2:2 | 0:3[б] |     |

а Згідно з рішенням КДК ФФУ від 18 травня 2018 року за неявку на гру команді «Геліос» зараховано технічну поразку 0:3, а «Руху» — перемогу 3:0.
б Згідно з рішенням КДК ФФУ від 08 червня 2018 року за припинення матчу через втручання вболівальників за рахунку 2:2 команді «Черкаський Дніпро» зараховано технічну поразку 0:3, а ПФК «Суми» — перемогу 3:0.
«Жемчужина» виключена зі змагань згідно з рішенням Ради ліг від 15 травня 2018 року, в усіх матчах, починаючи з 32-го туру, команді зараховані технічні поразки −:+.

## Найкращі бомбардири
| № | Футболіст             | Команда        | Голи (пен.) |
| - | --------------------- | -------------- | ----------- |
| 1 | Олександр Акименко    | «Інгулець»     | 25 (12)     |
| 2 | Максим Дегтярьов      | ФК «Полтава»   | 15 (1)      |
| 3 | Олександр Батальський | «Арсенал-Київ» | 14          |
| 4 | Денис Фаворов         | «Десна»        | 13 (3)      |
| 5 | Олександр Філіппов    | «Десна»        | 11 (3)      |
| 6 | Олександр Ковпак      | ФК «Полтава»   | 10          |
| 7 | Віталій Собко         | «Авангард»     | 10 (5)      |

## Перехідні матчі за право виступати в Прем'єр-лізі
За підсумками сезону команди, які посіли 10-те та 11-те місця в Прем'єр-лізі, грають перехідні матчі за право виступати у Прем’єр-лізі проти команд, які посіли відповідно третє та друге місце в першій лізі. Жеребкування послідовності проведення матчів відбулося 11 травня 2018 року.
| 23 травня 2018 19:00 +27 °C |

| «Чорноморець» | 1:0      | ФК «Полтава» |
| ------------- | -------- | ------------ |
| Ковалець 36'  | Протокол |              |

| «Чорноморець», Одеса Глядачів: 4124 Арбітр: Євген Арановський (Київ) |

| 27 травня 2018 17:00 +24 °C |

| ФК «Полтава»                          | 3:0 (дч) | «Чорноморець» |
| ------------------------------------- | -------- | ------------- |
| Дегтярьов 67', 105' Зубейко 113' (аг) | Протокол |               |

| «Локомотив», Полтава Глядачів: 3700 Арбітр: Юрій Можаровський (Львів) |

ФК «Полтава» перемогла 3:1 за сумою двох матчів та вийшла до Прем’єр-ліги, «Чорноморець» вибуває до першої ліги.
Перед початком наступного сезону ФК «Полтава» знялася зі змагань, «Чорноморець» залишився у Прем’єр-лізі.
| 23 травня 2018 17:00 +27 °C |

| «Зірка»             | 1:1      | «Десна»    |
| ------------------- | -------- | ---------- |
| Д. Фаворов 77' (аг) | Протокол | Волков 32' |

| «Зірка», Кропивницький Глядачів: 2981 Арбітр: Сергій Бойко (Київська область) |

| 27 травня 2018 18:00 +23 °C |

| «Десна»                                      | 4:0      | «Зірка» |
| -------------------------------------------- | -------- | ------- |
| Д. Фаворов 38' Арвеладзе 52', 87' Волков 63' | Протокол |         |

| ім. Юрія Гагаріна, Чернігів Глядачів: 10 799 Арбітр: Костянтин Труханов (Харків) |

«Десна» перемогла 5:1 за сумою двох матчів та вийшла до Прем’єр-ліги, «Зірка» вибуває до першої ліги.